# Robert Robinson Taylor
Robert Robinson Taylor (8 de junho de 1868 – 13 de dezembro de 1942) foi um arquiteto e professor americano. Taylor foi o primeiro estudante afro-americano do Instituto de Tecnologia de Massachusetts (MIT) e o primeiro arquiteto afro-americano credenciado ao se formar em 1892. Ele também foi um dos primeiros membros do corpo docente do Instituto Tuskegee, onde foi muito influente.
Nascido em Wilmington, Carolina do Norte, Taylor atuou como arquiteto no sul dos Estados Unidos por mais de quarenta anos, integrando o primeiro escritório de arquitetura afro-americano do país, Taylor e Persley, uma parceria iniciada em julho de 1920 com Louis H. Persley. Muitos dos primeiros edifícios do Instituto Tuskegee e de várias outras instituições historicamente negras dos EUA foram projetados por Taylor. Como vice-diretor de Booker T. Washington, fundador do Instituto Tuskegee, Taylor foi essencial no planejamento do campus e na criação do currículo industrial da instituição.

## Juventude
Robert Robinson Taylor nasceu em 8 de junho de 1868, em Wilmington, Carolina do Norte. Seu pai, Henry Taylor, era carpinteiro e empresário, nascido sob a escravidão, mas liberto em 1847 por seu pai e proprietário, Angus Taylor. Sua mãe, Emily Still, era filha de escravizados libertos antes da Guerra de Secessão. Em 1888, ele ingressou no MIT para estudar arquitetura e, em junho de 1890 e setembro de 1891, foi indicado para a Bolsa Loring, que manteve por dois anos acadêmicos consecutivos: 1890–1891 e 1892–1893.
Durante seus estudos no MIT, ele conversou pessoalmente com Booker T. Washington em várias ocasiões, pois Washington planejava que Taylor desenvolvesse o programa industrial do Tuskegee além de planejar e dirigir a construção de novos edifícios no campus. Na reunião do corpo docente do MIT em 26 de maio de 1892, Taylor foi um dos doze estudantes do Curso IV (programa de arquitetura) indicados para receber o diploma. A turma de 1892 foi a maior registrada desde a fundação do MIT. Após a formatura, Taylor não seguiu diretamente para Tuskegee, aceitando a oferta no segundo semestre de 1892.

## Carreira

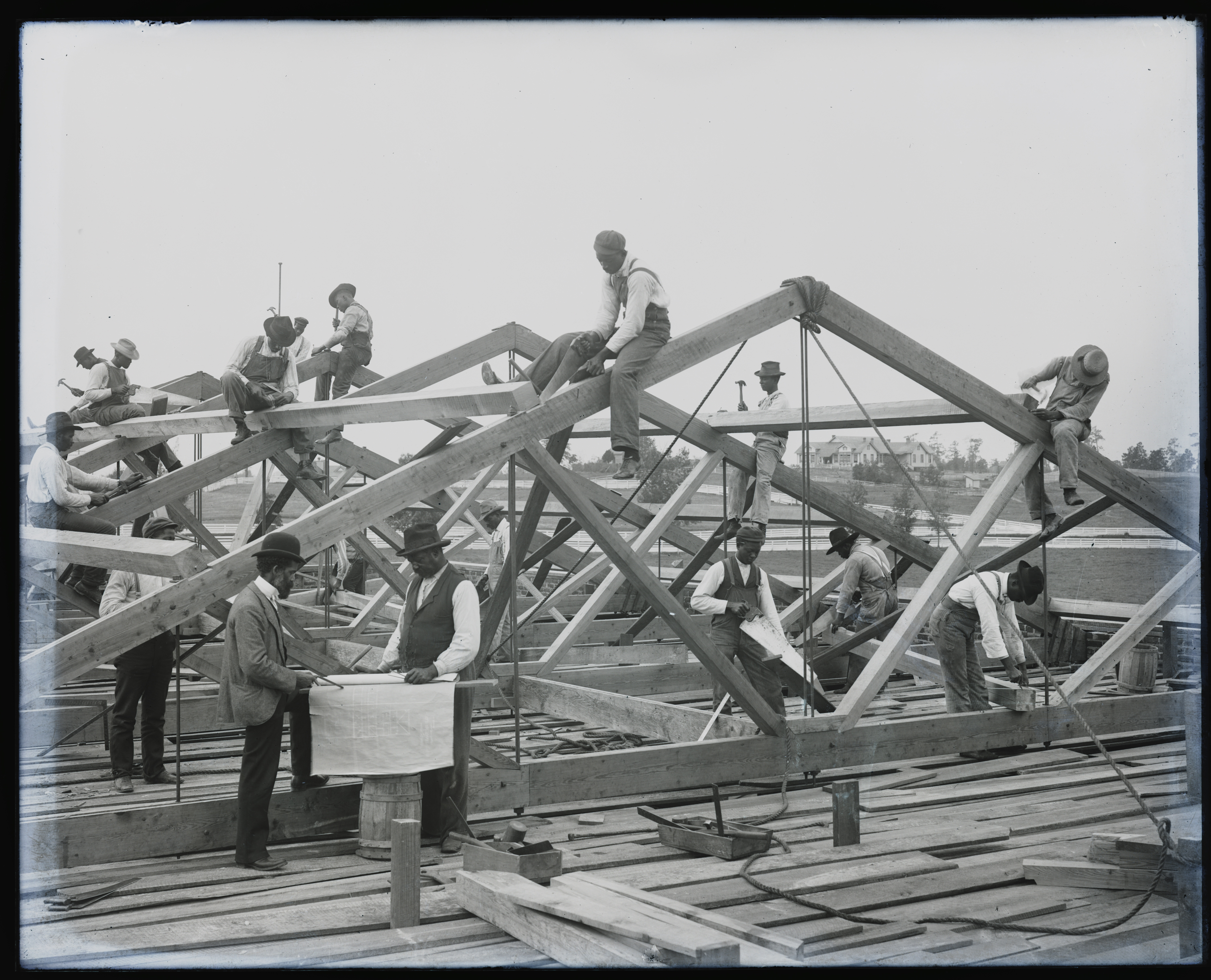
Estudantes do Tuskegee trabalhando em um dos edifícios de Taylor (1902)

O primeiro projeto de construção de Taylor no campus da Universidade Tuskegee foi o Science Hudding (Thrasher Hall), concluído em 1893. O novo Science Hall foi construído inteiramente por estudantes, usando tijolos também produzidos por eles sob a supervisão de Taylor. O projeto simbolizava a filosofia de Washington de incutir nos estudantes do Tuskegee, descendentes de africanos escravizados, o valor e a dignidade do trabalho braçal. Ele exemplificava as capacidades dos afro-americanos nas profissões da construção e destacava o potencial do currículo de treinamento manual desenvolvido no Tuskegee. Outros edifícios foram projetados, incluindo a Capela original do Tuskegee, construída entre 1895 e 1898, e The Oaks, erguido em 1899 como residência presidencial do Tuskegee.
Entre 1899 e 1902, ele retornou a Cleveland, Ohio, para trabalhar por conta própria e para o escritório de arquitetura de Charles W. Hopkinson. Ao voltar para Tuskegee em 1902, foi arquiteto e diretor de "indústrias mecânicas" até a sua aposentadoria em meados dos anos 1930. Para desenvolver um currículo sólido no Tuskegee, Washington e Taylor se inspiraram no modelo do MIT. A admiração de Taylor pelo MIT como modelo para o desenvolvimento do Tuskegee foi expressa em um discurso proferido por ele no MIT em 1911. Taylor apresentou exemplos ao Congresso dos EUA em 1911 em um artigo para ilustrar as ideias, abordagens e métodos rigorosos que o Tuskegee adotou do MIT e aplicou com sucesso no contexto de uma instituição para negros.
Robert Taylor também projetou edifícios fora do Tuskegee, como bibliotecas Carnegie [en] na Wiley College em Marshall, Texas, e na Livingstone College em Salisbury, Carolina do Norte. Em parceria com Louis H. Persley, ele idealizou grandes edifícios na Selma University em Selma, Alabama, e no Templo Maçônico para Pessoas de Cor, que também é um edifício de escritórios e entretenimento, em Birmingham, Alabama.
Taylor atuou por um tempo como vice-diretor do Tuskegee, a partir de 1925. Em 1929, sob o patrocínio conjunto do Fundo Phelps Stokes, do governo liberiano e da Firestone Rubber, ele foi a Kakata [en], Libéria, para planejar projetos arquitetônicos e desenvolver um programa de treinamento industrial para o proposto Instituto Booker Washington, "o Tuskegee da África". Robert Taylor serviu ainda na Comissão de Alívio às Inundações do Vale do Mississippi, nomeado pelo presidente Herbert Hoover, e foi presidente do capítulo do Tuskegee da Cruz Vermelha Americana.
Em 1935, dois anos após a sua aposentadoria, Robert retorna para Wilmington, Carolina do Norte, sua cidade natal, e o governador da Carolina do Norte o nomeia para o conselho de curadores do que hoje é a Universidade Estadual de Fayetteville [en]. Além disso, em 1942, menos de uma década após sua aposentadoria do Tuskegee, ele escreveu ao secretário de sua turma do MIT, informando que havia acabado de ser liberado de um tratamento para uma doença não especificada na Clínica Mayo em Rochester, Minnesota: "Graças à bondosa Providência divina e a médicos habilidosos, estou muito melhor agora".

## Vida pessoal
Em 1898, Robert se casou com Beatrice Rochon Taylor. Eles tiveram quatro filhos, um dos quais, Robert Rochon Taylor, tornou-se um ativista de destaque no setor de moradia em Chicago. A irmã mais nova de Beatrice era a professora e farmacêutica Etnah Rochon Boutte. Após a morte de Beatrice em 1906, Robert casou-se novamente em 1912 com Nellie Chestnut e eles tiveram um filho.

## Morte e legado
Robert faleceu em 13 de dezembro de 1942, durante um culto na Capela do Tuskegee, o edifício que ele considerava sua maior conquista como arquiteto. Ele foi enterrado no Cemitério Pine Forest em Wilmington, Carolina do Norte.
Sua bisneta, Valerie Jarrett, foi conselheira sênior do ex-presidente americano Barack Obama.
A Escola Taylor de Arquitetura e Ciência da Construção da Universidade Tuskegee foi nomeada em sua homenagem. O projeto habitacional de Chicago, Robert Taylor Homes, foi nomeado em homenagem a seu filho, Robert Rochon Taylor, líder cívico e ex-presidente da Autoridade de Habitação de Chicago.
Em 2015, o Serviço Postal dos Estados Unidos emitiu um selo postal com sua imagem.

## Projetos

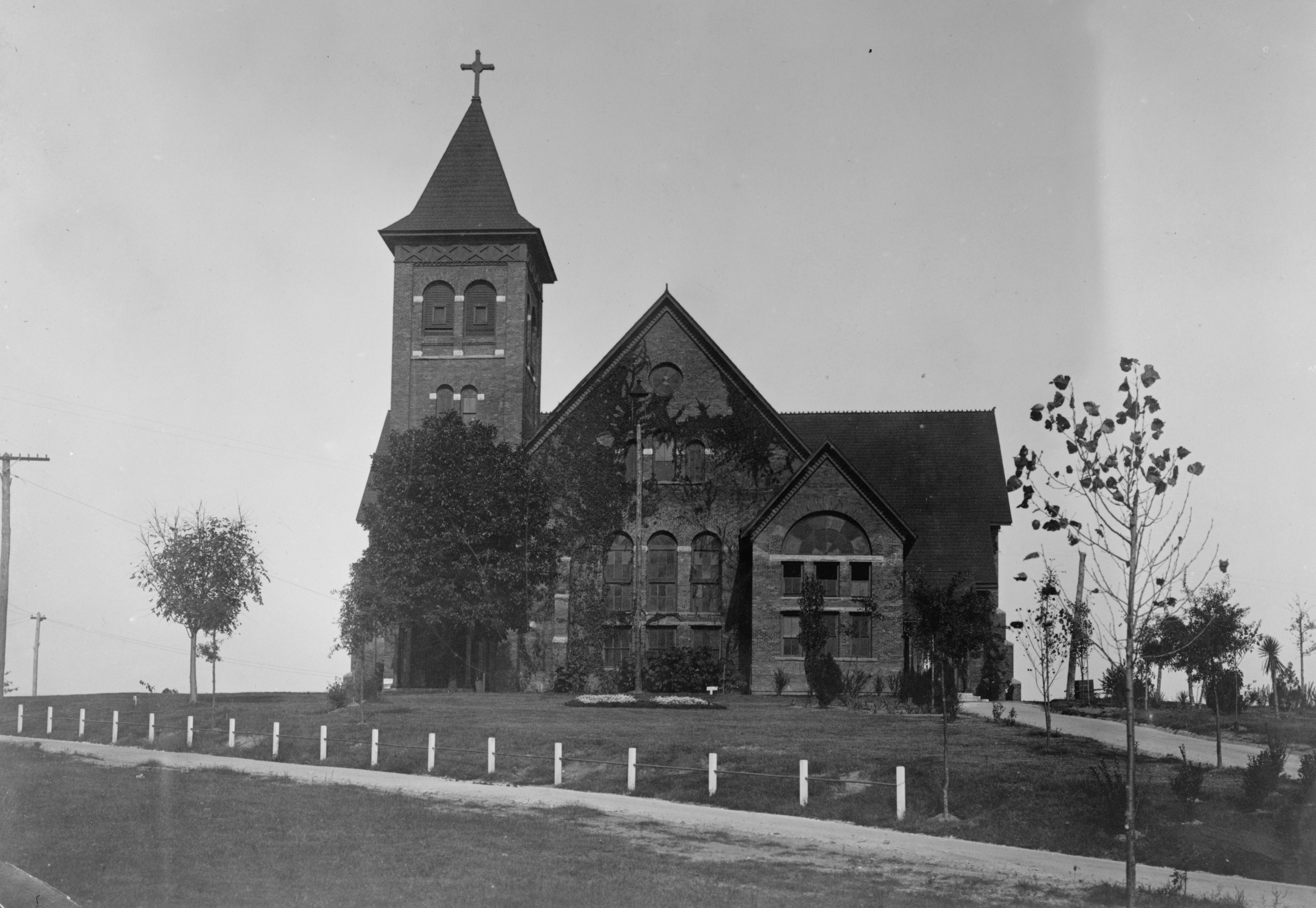
Capela do Tuskegee (1898), considerada por Taylor a sua melhor obra

- Vários edifícios no campus do Instituto Tuskegee em Tuskegee, Alabama (em ordem decrescente por data de conclusão):
  - Thrasher Hall (1893) - Instituto Tuskegee;[8]
  - Capela do Tuskegee (1898) - Instituto Tuskegee;
  - The Oaks (1898) - Instituto Tuskegee[8]
  - Huntington Hall (1900) - Instituto Tuskegee
  - Dormitórios Emery (1900), quatro edifícios no Instituto Tuskegee;
  - Dorothy Hall (1901) - Instituto Tuskegee;
  - Tantum Hall (1907) - Instituto Tuskegee;
  - Tompkins Hall (1910), refeitório do Instituto Tuskegee;[8]
  - White Hall (1910), dormitório feminino no Instituto Tuskegee;[8]
  - Hospital Memorial John A. Andrew (1913) - Instituto Tuskegee;
  - James Hall (1921) - Instituto Tuskegee, com Louis H. Persley;
  - Sage Hall (1927) - Instituto Tuskegee, com Louis H. Persley;
  - Logan Hall (1931) ginásio antigo do Instituto Tuskegee, com Louis H. Persley;
  - Edifício de Ciências Armstrong (1932) - Instituto Tuskegee, com Louis H. Persley;
  - Biblioteca Hollis Burke Frissell (1932) - Instituto Tuskegee, com Louis H. Persley;
- Casa de Assentamento Alta (1901) - Cleveland, Ohio, com Charles W. Hopkinson;[8]
- Edifícios Comerciais Femininos (1901);
- Biblioteca Carnegie (1901);
- Edifício Administrativo (1902–1903);
- Rockefeller Hall (1903);
- Residência Masculina (1904);
- Douglass Hall (1904);
- Edifício Memorial Collis P. Huntington, edifício acadêmico (1904–1905);
- Edifício Agrícola Milbank (1909);
- Museu George Washington Carver (1915), antigo edifício de lavanderia no Instituto Tuskegee;
- Edifício Administrativo King (1920) - Wiley College, Marshall, Texas;[8]
- Edifício Memorial Dinkins (1921) - Selma University, Selma, Alabama, com Louis H. Persley;[8][13]
- Templo Maçônico Prince Hall (1924) - Birmingham, Alabama, com Louis H. Persley;[6]
- Edifícios Comerciais Wilcox, edifícios de arquitetura (1928).